# العلاقات الدنماركية الكندية
العلاقات الدنماركية الكندية هي العلاقات الثنائية التي تجمع بين الدنمارك وكندا.

## مقارنة بين البلدين
هذه مقارنة عامة ومرجعية للدولتين:
| وجه المقارنة                                              | الدنمارك                                                     | كندا                     |
| --------------------------------------------------------- | ------------------------------------------------------------ | ------------------------ |
| المساحة (كم2)                                             | 42.92 ألف                                                    | 9.98 مليون               |
| عدد السكان (نسمة)                                         | 5.79 مليون                                                   | 35.70 مليون              |
| الكثافة السكانية (ن./كم²)                                 | 134.9                                                        | 3.58                     |
| العاصمة                                                   | كوبنهاغن                                                     | أوتاوا                   |
| اللغة الرسمية                                             | اللغة الدنماركية                                             | لغة إنجليزية، لغة فرنسية |
| العملة                                                    | كرونة دنماركية                                               | دولار كندي               |
| الناتج المحلي الإجمالي (بليون دولار)                      | 324.87 مليار                                                 | 1.65 تريليون             |
| الناتج المحلي الإجمالي (تعادل القوة الشرائية) بليون دولار | 278.61 مليار                                                 | 1.59 تريليون             |
| الناتج المحلي الإجمالي الاسمي للفرد دولار أمريكي          | 51.99 ألف                                                    | 43.25 ألف                |
| الناتج المحلي الإجمالي للفرد دولار أمريكي                 | 45.54 ألف                                                    | 45.07 ألف                |
| مؤشر التنمية البشرية                                      | 0.900                                                        | 0.913                    |
| رمز المكالمات الدولي                                      | +45                                                          | +1                       |
| رمز الإنترنت                                              | .dk                                                          | .ca                      |
| المنطقة الزمنية                                           | توقيت وسط أوروبا، ت ع م+02:00، ت ع م+01:00، أوروبا/كوبنهاجن ‏ |                          |

## منظمات دولية مشتركة
يشترك البلدان في عضوية مجموعة من المنظمات الدولية، منها:
| علم المنظمة | اسم المنظمة                               | تاريخ انضمام الدنمارك | تاريخ انضمام كندا |
| ----------- | ----------------------------------------- | --------------------- | ----------------- |
|             | البنك الإفريقي للتنمية                    | ?                     | ?                 |
|             | المجلس القطبي                             | ?                     | ?                 |
|             | منظمة الشرطة الجنائية الدولية             | ?                     | ?                 |
|             | الاتحاد البريدي العالمي                   | ?                     | ?                 |
|             | بنك التنمية الآسيوي                       | 1966                  | 1966              |
|             | مركز تنسيق الحركة في أوروبا ‏              | ?                     | ?                 |
|             | حلف شمال الأطلسي                          | 4 أبريل 1949          | 4 أبريل 1949      |
|             | منظمة التجارة العالمية                    | 1995                  | ?                 |
|             | منظمة التعاون الاقتصادي والتنمية          | ?                     | ?                 |
|             | الفريق المعني برصد الأرض                  | ?                     | ?                 |
|             | مجموعة الموردين النوويين                  | ?                     | ?                 |
|             | مؤسسة التنمية الدولية                     | 30 نوفمبر 1960        | 24 سبتمبر 1960    |
|             | اتفاقية السماوات المفتوحة                 | ?                     | ?                 |
|             | منظمة الأمن والتعاون في أوروبا            | 25 يونيو 1973         | 25 يونيو 1973     |
|             | مؤسسة التمويل الدولية                     | 20 يوليو 1956         | 20 يوليو 1956     |
|             | منظمة حظر الأسلحة الكيميائية              | ?                     | ?                 |
|             | الأمم المتحدة                             | 24 أكتوبر 1945        | 9 نوفمبر 1945     |
|             | الاتحاد الدولي للاتصالات                  | 1866                  | 1 يوليو 1908      |
|             | البنك الدولي للإنشاء والتعمير             | 30 نوفمبر 1960        | 27 ديسمبر 1945    |
|             | مجموعة أستراليا                           | 1985                  | 1985              |
|             | المركز الدولي لتسوية المنازعات الاستشارية | 24 مايو 1968          | 1 ديسمبر 2013     |
|             | وكالة ضمان الاستثمار متعدد الأطراف        | 12 أبريل 1988         | 12 أبريل 1988     |
|             | نظام تحكم تكنولوجيا القذائف               | 1990                  | 1987              |
|             | يونسكو                                    | 4 نوفمبر 1946         | 4 نوفمبر 1946     |

## أعلام
هذه قائمة لبعض الشخصيات التي تربطها علاقات بالبلدين:
- آرون أولسون (لاعب كرة سلة نيوزيلندي، 11 مايو 1978 – )
- ألين بيدرسن (لاعب هوكي جليد كندي، 13 يناير 1965 – )
- إريك كريستنسن (لاعب هوكي جليد كندي، 17 ديسمبر 1983 – )
- إريك نودسين (ممثل كندي، 25 مارس 1988 – )
- إريك نيلسن (سياسي كندي، 24 فبراير 1924[23][24] – 4 سبتمبر 2008[23][24])
- باتريك قالبرايث (لاعب هوكي جليد دنماركي، 11 مارس 1986 – )
- جوناثان فريد (2 ديسمبر 1924[25][26][27] – 14 أبريل 2012[25][26][27])
- جيري سورنسن (متزحلقة جبال الألب كندية، 15 أكتوبر 1958 – )
- سفيند روبنسون (سياسي كندي، 4 مارس 1952[28] – )
- فيجو مورتينسين (ممثل أمريكي، 20 أكتوبر 1958[29][30][31] – )
- كاي نيلسن (فيلسوف كندي، 1926[32][33] – )
- ليسلي نيلسن (ممثل كندي، 11 فبراير 1926[34][35][36] – 28 نوفمبر 2010[36][37][38])
- نيكلاس جنسن (لاعب هوكي جليد دنماركي، 6 مارس 1993 – )
- هايدن كرستنسين (ممثل كندي، 19 أبريل 1981[39][40] – )
- هيذر دويركسين (ممثلة كندية، 12 فبراير 1980 – )

## وصلات خارجية
- موقع وزارة الخارجية الدنماركية
- موقع وزارة الخارجية الكندية